# Kreuzlingen (district)
Kreuzlingen is een Zwitsers district in het kanton Thurgau. Het district heeft een oppervlakte van 118,4 km² en heeft 41.598 inwoners (eind 2009). De hoofdplaats is Kreuzlingen.
Tot het district behoren de volgende gemeenten:
| Gemeentenaam   | Inwoners (31.12.2006) | Oppervlakte (km²) |
| -------------- | --------------------- | ----------------- |
| Altnau         | 1892                  | 6,7               |
| Bottighofen    | 1941                  | 2,4               |
| Ermatingen     | 2649                  | 10,4              |
| Gottlieben     | 323                   | 0,4               |
| Güttingen      | 1392                  | 9,5               |
| Kemmental      | 2155                  | 28,4              |
| Kreuzlingen    | 17.722                | 11,5              |
| Langrickenbach | 1068                  | 10,9              |
| Lengwil        | 1231                  | 8,9               |
| Münsterlingen  | 2467                  | 5,4               |
| Raperswilen    | 409                   | 7,7               |
| Salenstein     | 1201                  | 6,6               |
| Tägerwilen     | 3664                  | 11,6              |
| Wäldi          | 961                   | 12,3              |

Arbon · Frauenfeld · Kreuzlingen · Münchwilen · Weinfelden